# Italienische Platte
Die italienische Platte (italienisch Dente Italiano) ist ein 2220 m s.l.m. hoher Nebengipfel am Hauptkamm des Pasubio-Massivs. Der an der Grenze zwischen den italienischen Provinzen Trient und Vicenza gelegene alpinistisch unbedeutende Gipfel war im Ersten Weltkrieg ein schwer umkämpfter Berg an der Alpenfront. Die italienische Platte erreichte durch den zwischen 1917 und 1918 dort ausgetragenen Minenkrieg, der das Aussehen des Berges wesentlich veränderte, besondere Berühmtheit. 1922 wurde die Platte zur nationalen Gedenkstätte, zur sogenannten Zona Sacra (dt. Heiligen Zone), erklärt.

## Geographie
Die italienische Platte bildet die nördliche Kammverlängerung der 2232 m s.l.m. hohen Cima Palon und ist von dieser keine 200 m Luftlinie entfernt. Der etwa 20 m breite Damaggo-Sattel (it. Selletta Damaggio) 2175 m s.l.m. trennt die italienische Platte von der Cima Palon. Westlich liegen mit der Alpe di Cosmagnon und östlich mit Sette Croci zwei größere Senken des Pasubio-Massivs. Die gesamte Platte trägt wie die nördlich angrenzende 2203 m s.l.m. hohe österreichische Platte (ita. Dente Austriaco) zahlreiche Spuren aus den Kämpfen des Ersten Weltkrieges, wie Schützengräben, Granattrichter, Stellungsreste und Stolleneingänge. Von den Kriegshandlungen zerwühlt, ähneln die Platte und die unmittelbare Umgebung einer Steinwüste, in der die Vegetation selbst nach hundert Jahren nur stellenweise wieder Fuß gefasst hat. Besonders markant ist das Trümmerfeld an der nördlichen Spitze der Platte, das durch die letzte Minensprengung am 13. März 1918 verursacht wurde. Von der österreichischen Platte ist die italienische durch einen etwa 30 m breiten Sattel, den sogenannten Eselsrücken, getrennt, der im Krieg das Niemandsland zwischen den beiden Frontlinien bildete. Am Rande des Trümmerfeldes zur italienischen Platte hin, sind auf dem Eselsrücken die Reste des Minenkraters der italienischen Sprengung vom 1. Oktober 1917 zu sehen.

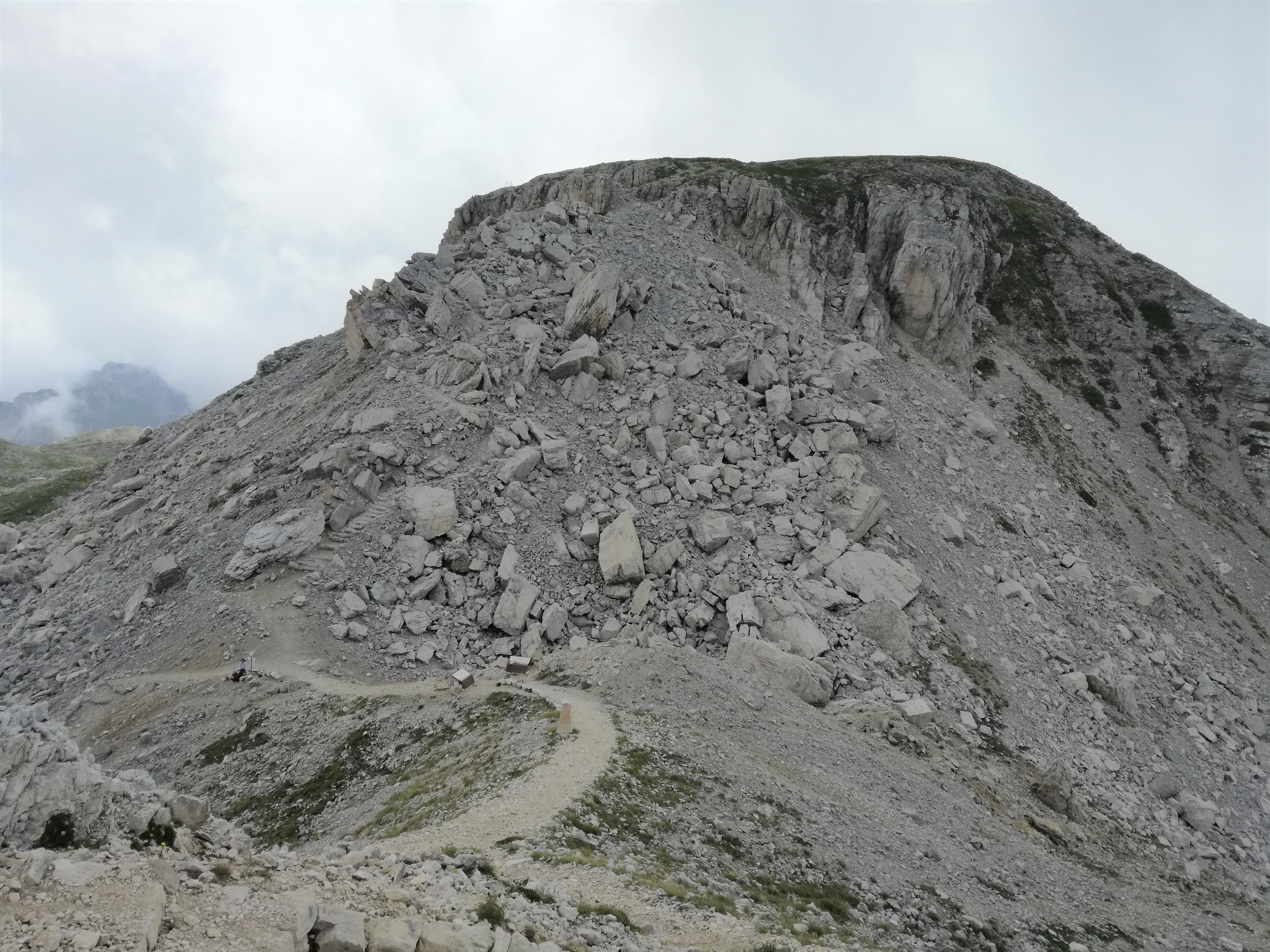
Eselsrücken und italienische Platte von der österreichischen Platte
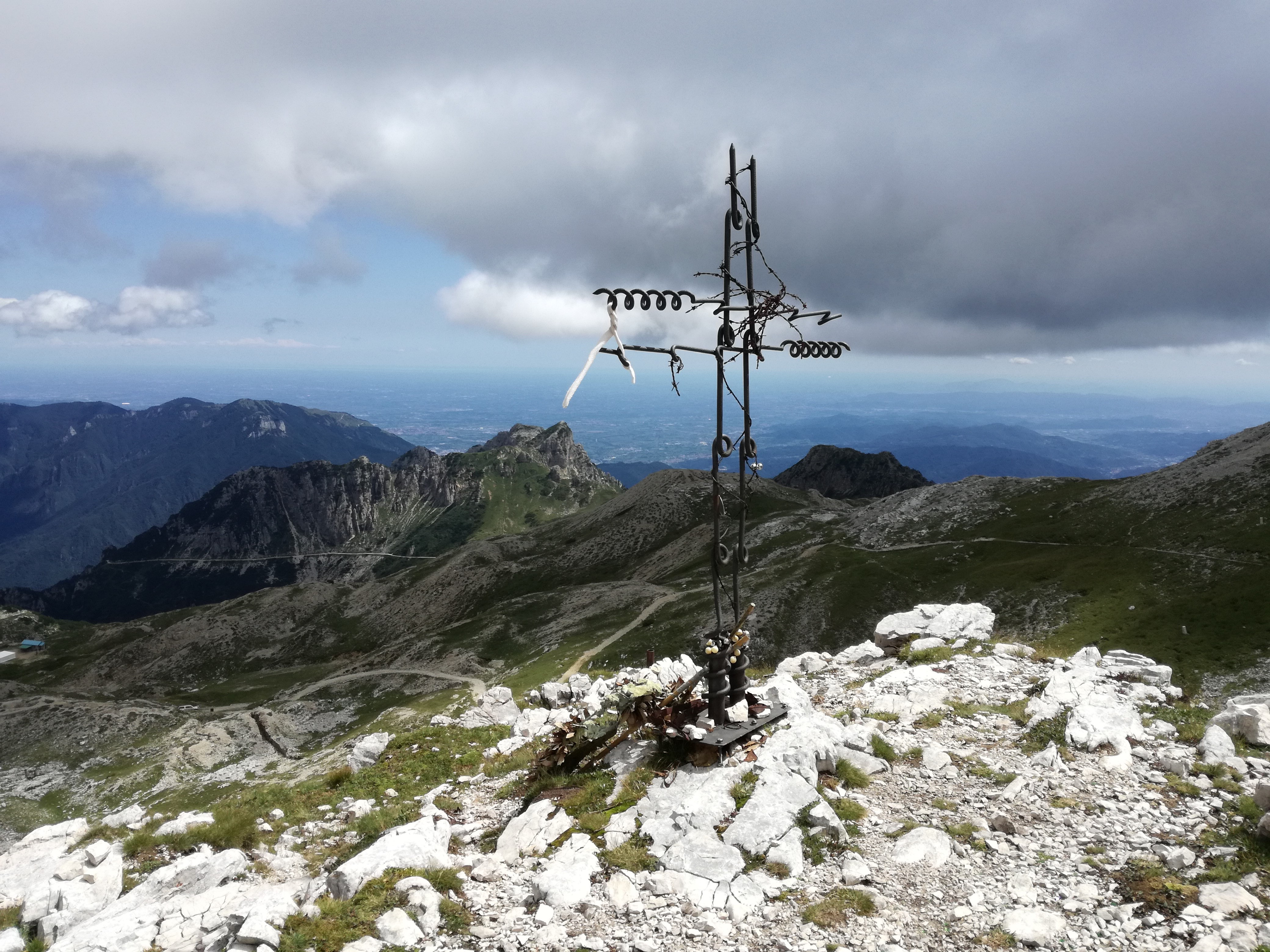
Gipfelkreuz, im Hintergrund die norditalienische Tiefebene, Ziel der österr.-ung. Frühjahrsoffensive 1916
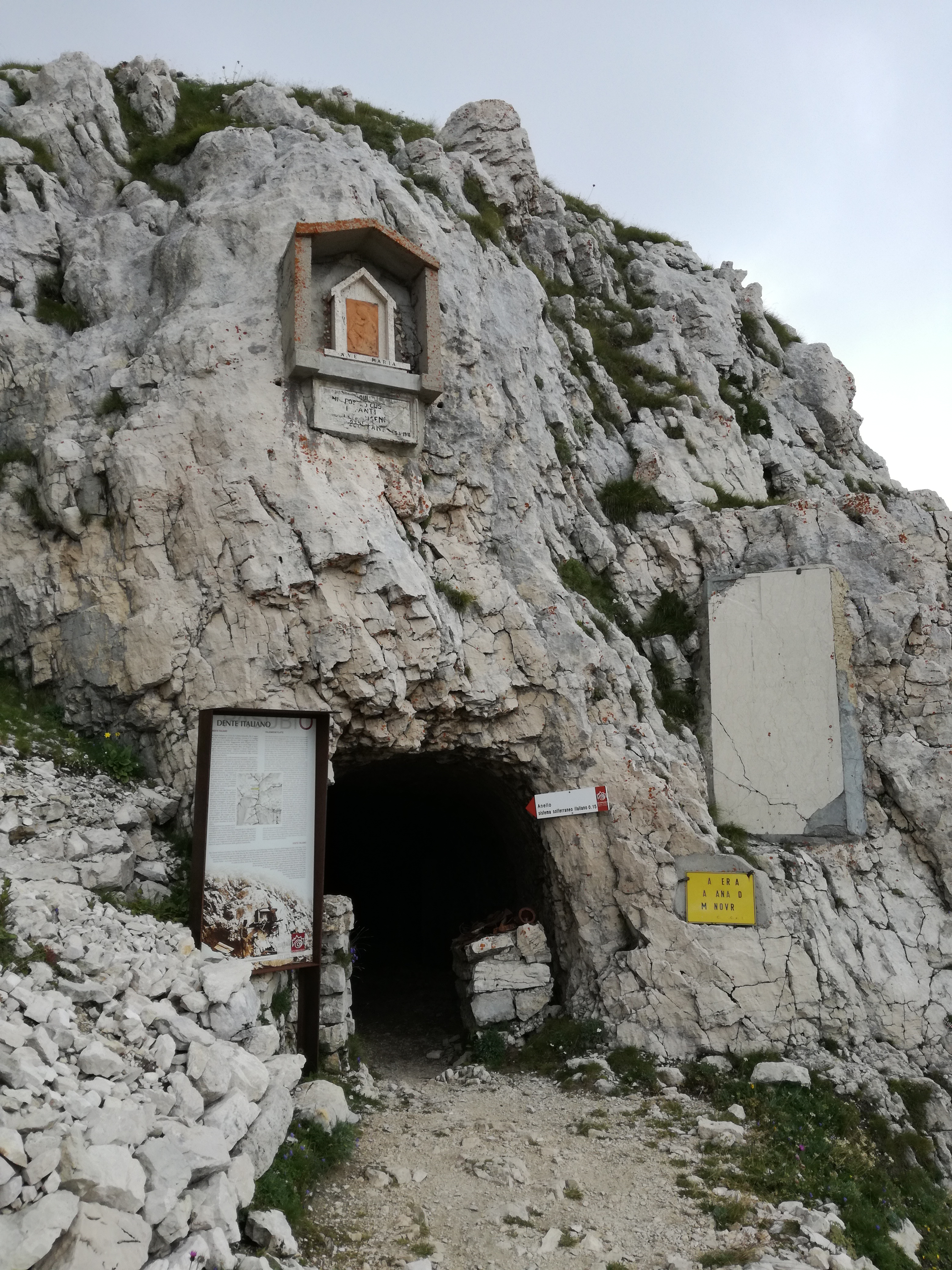
Östlicher Eingang in das obere italienische Stollensystem
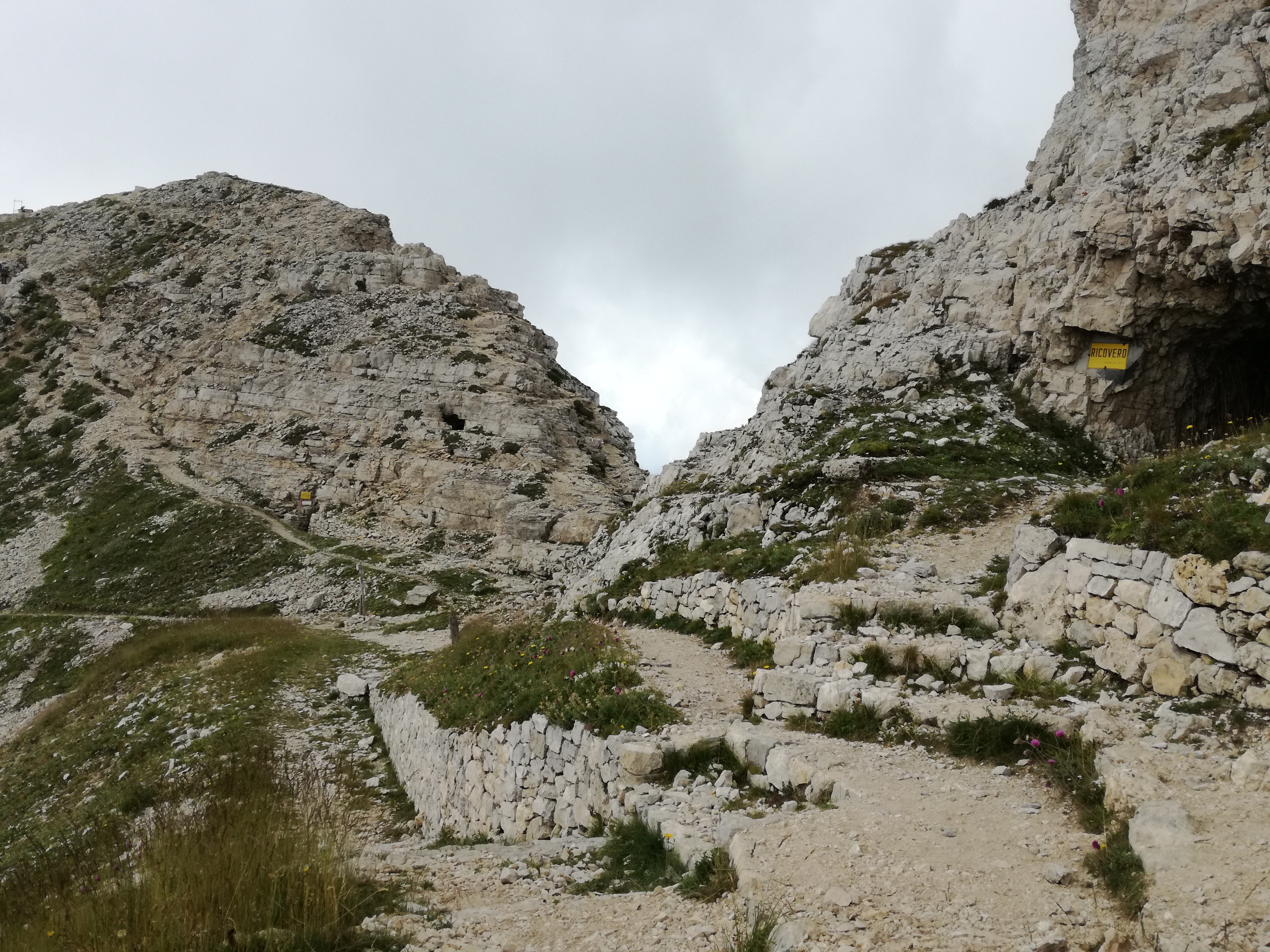
Die Selletta Damaggio zwischen Cima Palon (links) und italienischer Platte (rechts) mit dem westlichen Eingang in das obere Stollensystem

## Geschichte
Unmittelbar nach dem italienischen Kriegseintritt am 24. Mai 1915 wurde der Gipfelbereich des Pasubio von einer Kompanie des Alpini-Bataillons Vicenza ohne auf Widerstand zu stoßen besetzt, da sich die österreichisch-ungarischen Truppen auf leichter zu verteidigende Positionen zurückgezogen hatten. Bis zum Frühjahr 1916 lag dieser Bereich weit hinter der weiter westlich bei Rovereto verlaufenden Frontlinie. Erst nach Beginn der österreichisch-ungarischen Frühjahrsoffensive 1916 wurde der Gipfelbereich des Pasubio zum Frontgebiet. Bis zum 20. Mai 1916 gelang es Vorhuten der 10. k.u.k. Gebirgsbrigade bis auf wenige hundert Meter vor dem Hauptgipfel der Cima Palon auf Kote 2203, in der Folge als österreichische Platte bezeichnet, vorzurücken.  Eine Besetzung der Cima Palon gelang dagegen nicht, da diese, wie die nordwestlich davor liegende noch namenlose italienische Platte, einen Tag vorher von eilig herbeigeführten italienischen Einheiten der zur 1. Armee gehörenden Infanterie-Brigade Volturno besetzt worden war. Einige anschließende österreichisch-ungarische Angriffsversuche auf die Platte mussten trotz intensiver Artillerievorbereitung aufgrund des italienischen Widerstandes und wegen der schwierigen Geländeverhältnisse, die durch Altschneereste noch erschwert waren, abgebrochen werden. Ab diesem Zeitpunkt bildete die italienische Platte bis zum Kriegsende die vorderste italienische Frontlinie am Pasubio.
Die Besetzung des Gipfelkamms des Pasubio blieb auch nach Einstellen der Frühjahrsoffensive ein vorrangiges Ziel für die österreichisch-ungarische Armee. Zunächst scheiterte eine italienische Gegenoffensive, die von Einheiten der 44. Infanterie-Division unter dem Kommando von General Andrea Graziani in dem Versuch vorgetragen wurde, wieder in den Besitz des im Mai verloren gegangenen Terrains zu gelangen. Dann war es am 2. Juli 1916 die 10. k.u.k. Gebirgsbrigade unter Oberstbrigadier Karl Korzer, unterstützt vom 1. Tiroler Kaiserjägerregiment, die nach intensiver Artillerievorbereitung einen Großangriff auf die Platte und die Nachbarabschnitte Sette Croci und Alpe di Cosmagnon startete. Bei der erfolg- aber verlustreichen Abwehr des Angriffs zeichnete sich insbesondere Oberleutnant Salvatore Damaggio aus, der mit wenigen Untergebenen und zwei verbliebenen Maschinengewehren den letzten Angriffsversuch von dem später nach ihm benannten Sattel zwischen der Cima Palon und der italienischen Platte abweisen konnte.
Wenige Tage später übernahm General Achille Papa mit der Brigade Liguria den Abschnitt, der die italienische Platte ab dem späten Frühjahr 1917 festungsmäßig ausbauen ließ. Zu dieser Zeit entstand das obere Stollensystem, eine ringförmig an der Südseite der Platte angelegte Stollenanlage in der Munitions- und Verpflegungslager, ein Verbandsplatz sowie Befehlsstände untergebracht waren und die über zahlreiche Schießscharten verfügte. Der etwa 110 m lange Hauptstollen war etwa 2,50 m breit und 2,20 m hoch. Bewaffnet war diese unterirdische Festung mit fünf Maschinengewehren, zwei Geschützen und einem Flammenwerfer. Sie konnte bis zu 500 Mann mit der dazu nötigen Verpflegung und Munition aufnehmen.
Im Herbst 1917 wurde dieses obere Stollensystem mit dem in der Zwischenzeit von der Cima Palon zur Selletta Damaggio herabführenden 190 m langen Papa-Stollen verbunden. Dieser neue etwa 140 m lange Stollen wurde nach dem Kommandanten der 55. Division General Carlo Ferrario, als Ferrario-Stollen bezeichnet. Er besaß neben der Verbindung zum Stollensystem auf der italienischen Platte noch zwei flankierende Ausgänge über die im Bedarfsfall Truppen in die angrenzenden Sektoren über den Laufgraben Ghersi, benannt nach dem Kommandanten des V. Korps General Giovanni Ghersi, verschoben werden konnten.

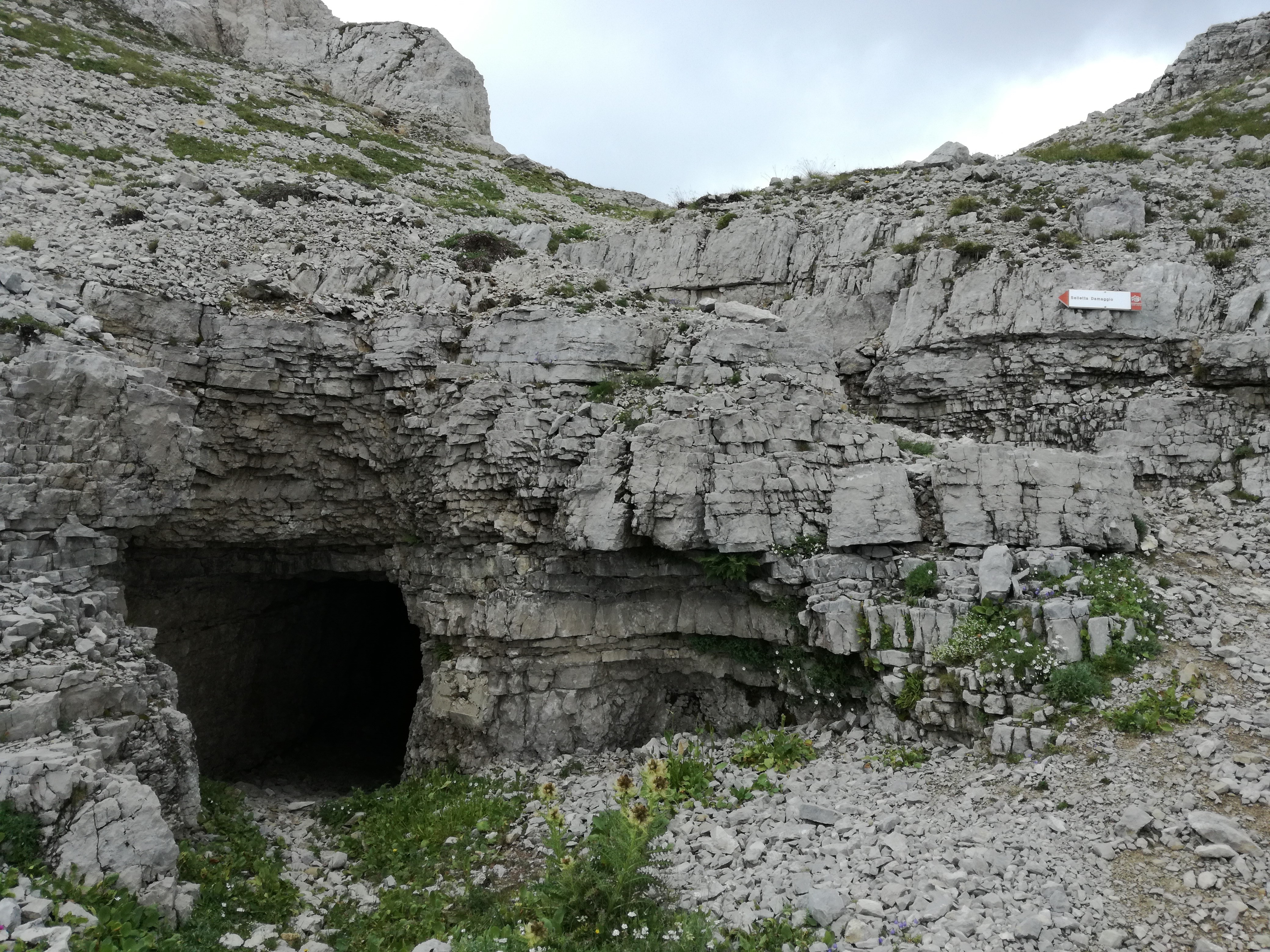
Westlicher Ausgang des Ferrario-Stollens unterhalb des Damaggio-Sattels
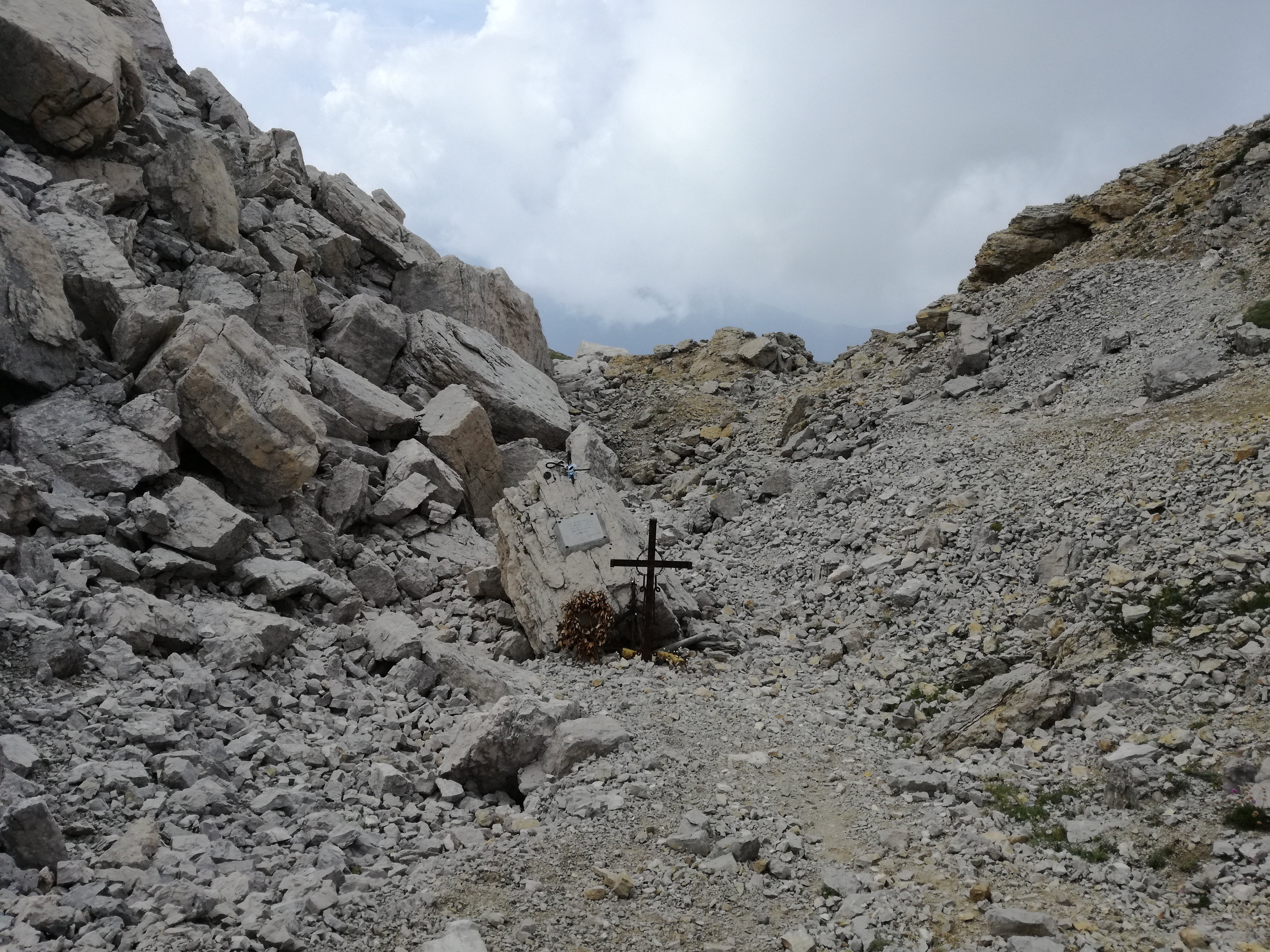
Reste des Minenkraters der italienischen Sprengung vom 1. Oktober 1917 teilweise verschüttet von den Trümmern der am 13. März 1918 gezündeten Mine
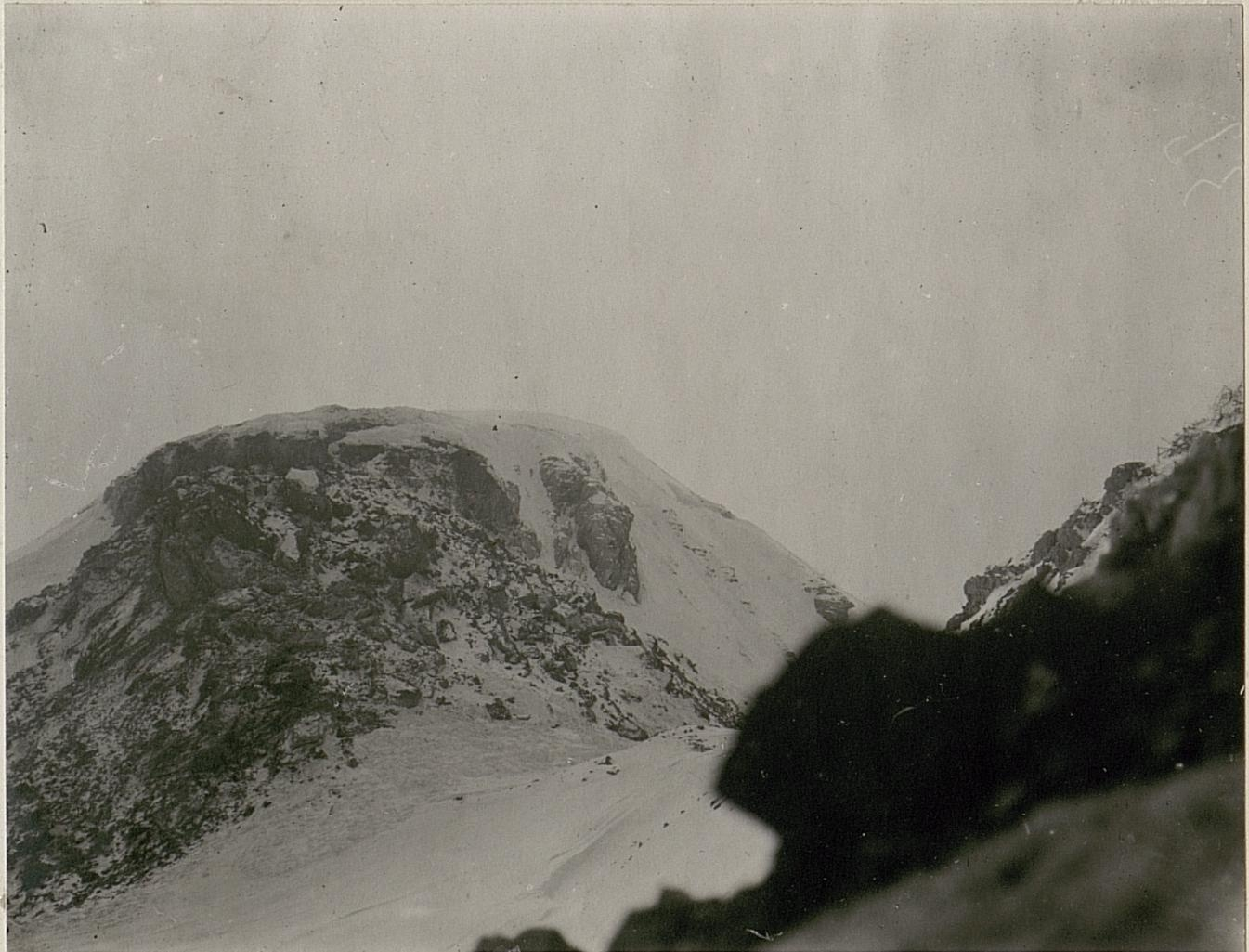
Historische Aufnahme von der österreichischen Platte auf die am 13. März 1918 gesprengte italienische Platte
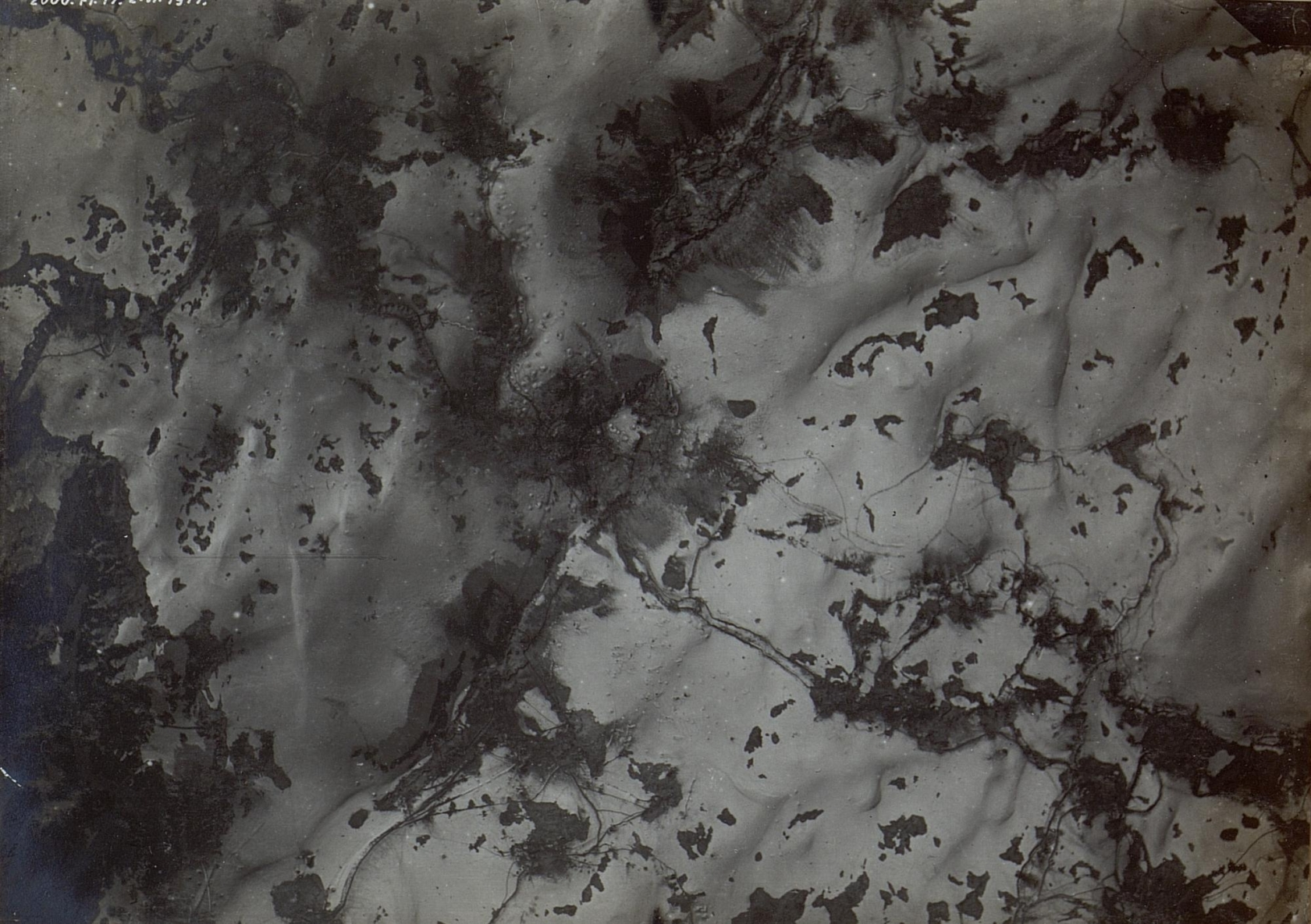
k.u.k. Fliegeraufnahme vom Winter 1917/18. In der Bildmitte oben die österreichische Platte darunter der Eselsrücken, die italienische Platte vor der Sprengung vom 13. März 1918 und die Cima Palon

### Der Minenkrieg
Im Sommer 1917 entstand im nördlichen Bereich der Platte das untere Stollensystem, nachdem man konkrete Informationen über einen im Bau befindlichen österreichisch-ungarischen Minenstollen erhalten hatte. Letzterer war bereits Ende Oktober 1916 vom österreichisch-ungarischen Abschnittskommandanten Oberst Ellison auf dem Pasubio in Auftrag gegeben worden und wurde ab Dezember beschleunigt ausgebaut, nachdem man einen italienischen Minenangriff befürchtete. Die Italiener hegten ihrerseits im Oktober 1916 Befürchtungen über den Bau eines gegnerischen Minenstollens in Richtung italienischer Platte, betrachteten aber nach Auswertung aller zur Verfügung stehenden Informationen den Bau als nicht gefahrbringend. Auch nach der Intensivierung der Horchdienste im März 1917 ergaben sich keine Anzeichen für eine gegnerische Unterminierung der eigenen Platte. Zu diesem Zeitpunkt hatte der Ellison-Stollen nach Schemfil bereits eine Länge von 117 m erreicht. Erst im Juli, als der Gegner nach Ende des Winters seine Stollenarbeiten noch intensiviert hatte, war man schließlich von der Existenz eines österreichisch-ungarischen Minenstollens überzeugt und leitete Abwehrmaßnahmen ein. Aufgrund dieses Zögerns und des daraus entstandenen Rückstandes bei den Stollenarbeiten, den man trotz intensiver Anstrengungen nicht mehr wett machen konnte, mussten sich die Italiener vor allem auf die Abwehr der gegnerischen Unterminieriungsversuche konzentrieren und konnten selbst nicht mehr offensiv gegen die österreichische Platte vorgehen. Aufgrund dessen, dass die italienischen Stollen in der Nähe zur eigenen Platte vorgetrieben wurden, konnte man beim Abwehrkampf in der Folge keine großen Sprengstoffmengen einsetzen, ohne die eigenen Stellungen dabei zu gefährden. Im folgenden Minenkrieg wirkte sich auch negativ aus, dass die italienischen Stollen über dem Ellison-Stollen lagen.
Als Antwort auf den österreichisch-ungarischen Angriffsstollen errichteten die Italiener die Minenstollen Napoli, Treviso, Belluno und Reggio, benannt nach den Heimatprovinzen der Soldaten, die diese aus westlicher und östlicher Richtung in Richtung Eselsrücken vorantrieben. Im Laufe der Zeit wurden diese Minenstollen mit dem weiter im Ausbau befindlichen oberen Stollensystem verbunden. Von den Minenstollen zweigten wiederum kurze Zugangsstollen zu den Minenkammern ab, die man in der vermeintlich ausgemachten Richtung der gegnerischen Stollenarbeiten anlegte.
Am 29. September 1917 kurz nach Mitternacht begann mit der Zündung einer österreichisch-ungarischen Quetschmine der Minenkrieg am Pasubio. Auf diese erste Sprengung folgten bis zum März 1918 weitere neun Minensprengungen. Insgesamt wurden von beiden Seiten jeweils fünf Minen gezündet, dabei kamen etwas mehr als 140 Soldaten ums Leben. Die letzte Sprengung am 13. März 1918 brachte den nördlichen Bereich der italienischen Platte und die darunter liegenden Stollen zum Einsturz und beendete den Minenkampf auf beiden Seiten. Die Gasexplosionen dauerten noch Stunden nach der um 4:30 Uhr erfolgten Sprengung an und schlugen auch auf die österreichische Platte über, wodurch auch einige österreichisch-ungarische Soldaten getötet wurden. Dass die Sprengung in Anbetracht der eingesetzten Sprengstoffmenge von 50 Tonnen und der daraus resultierenden Schäden relativ wenig Opfer zu verzeichnen hatte, lag daran, dass die Italiener für den gleichen Tag eine Minensprengung vorbereitet und ihr Stollensystem zum Großteil bereits geräumt hatten. Mit gezündeten 50 t Sprengstoff war es die größte Minensprengung an der italienischen Front während des Ersten Weltkrieges.

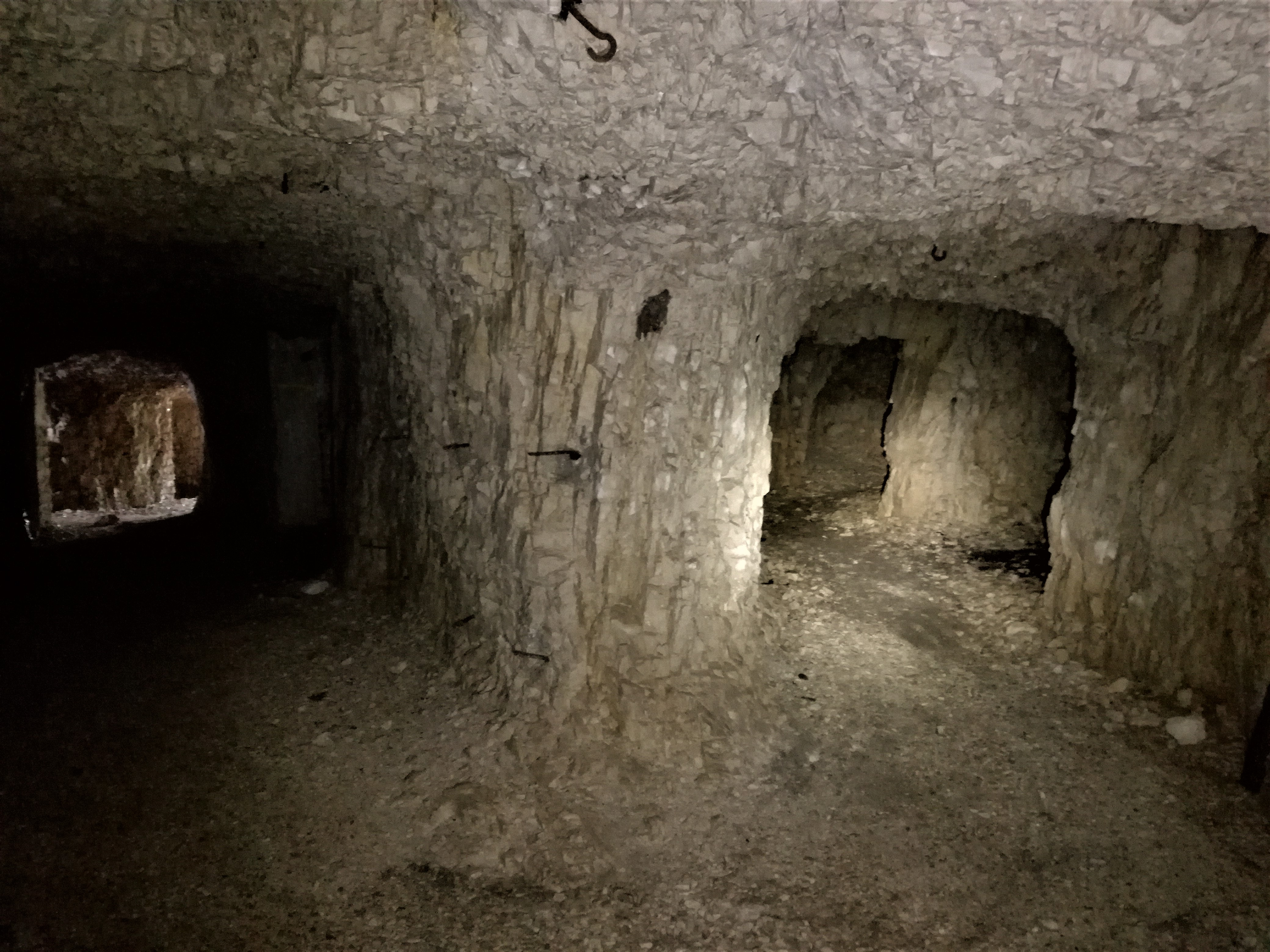
Oberes Stollensystem
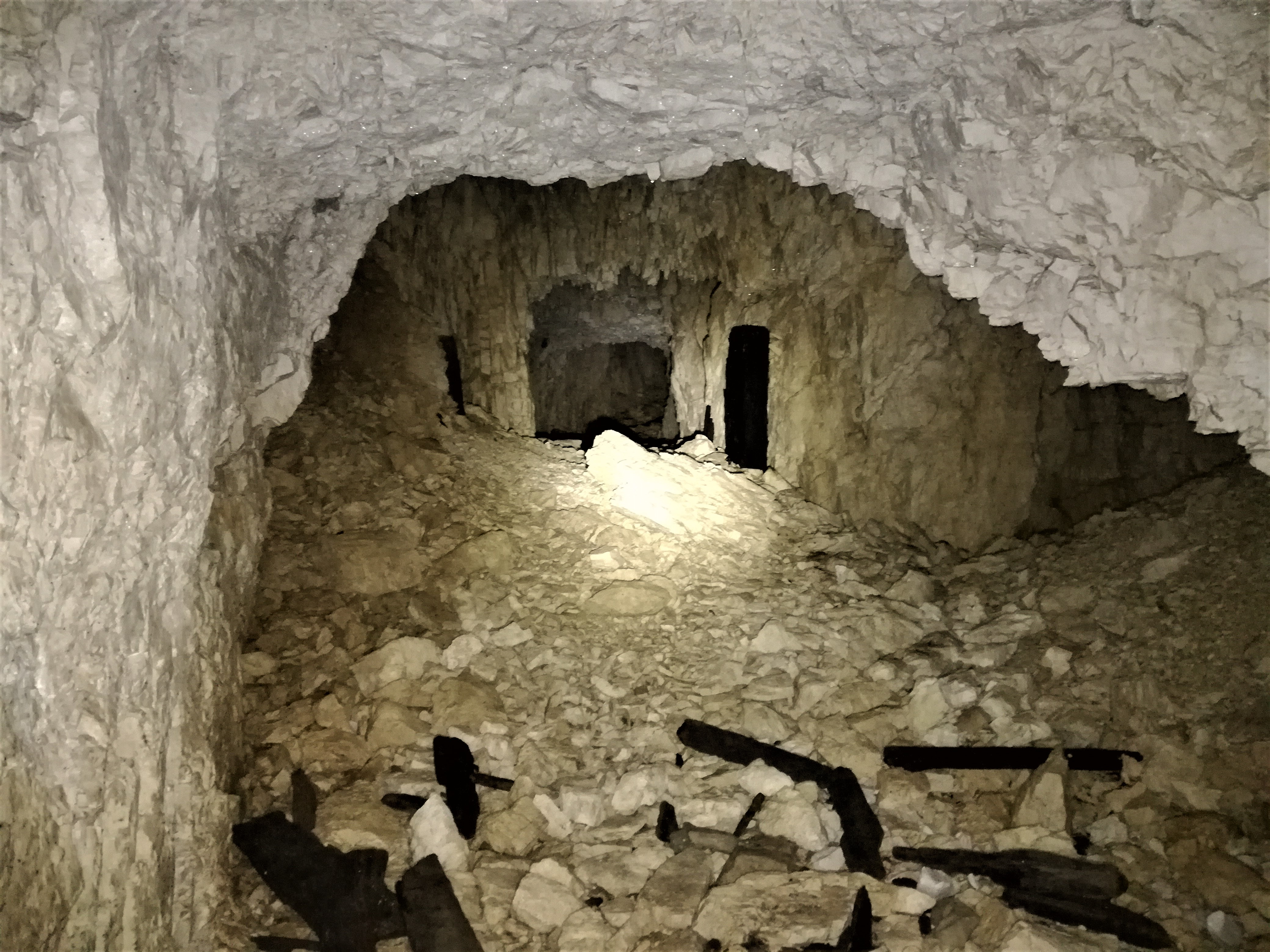
Stollen im oberen Stollensystem
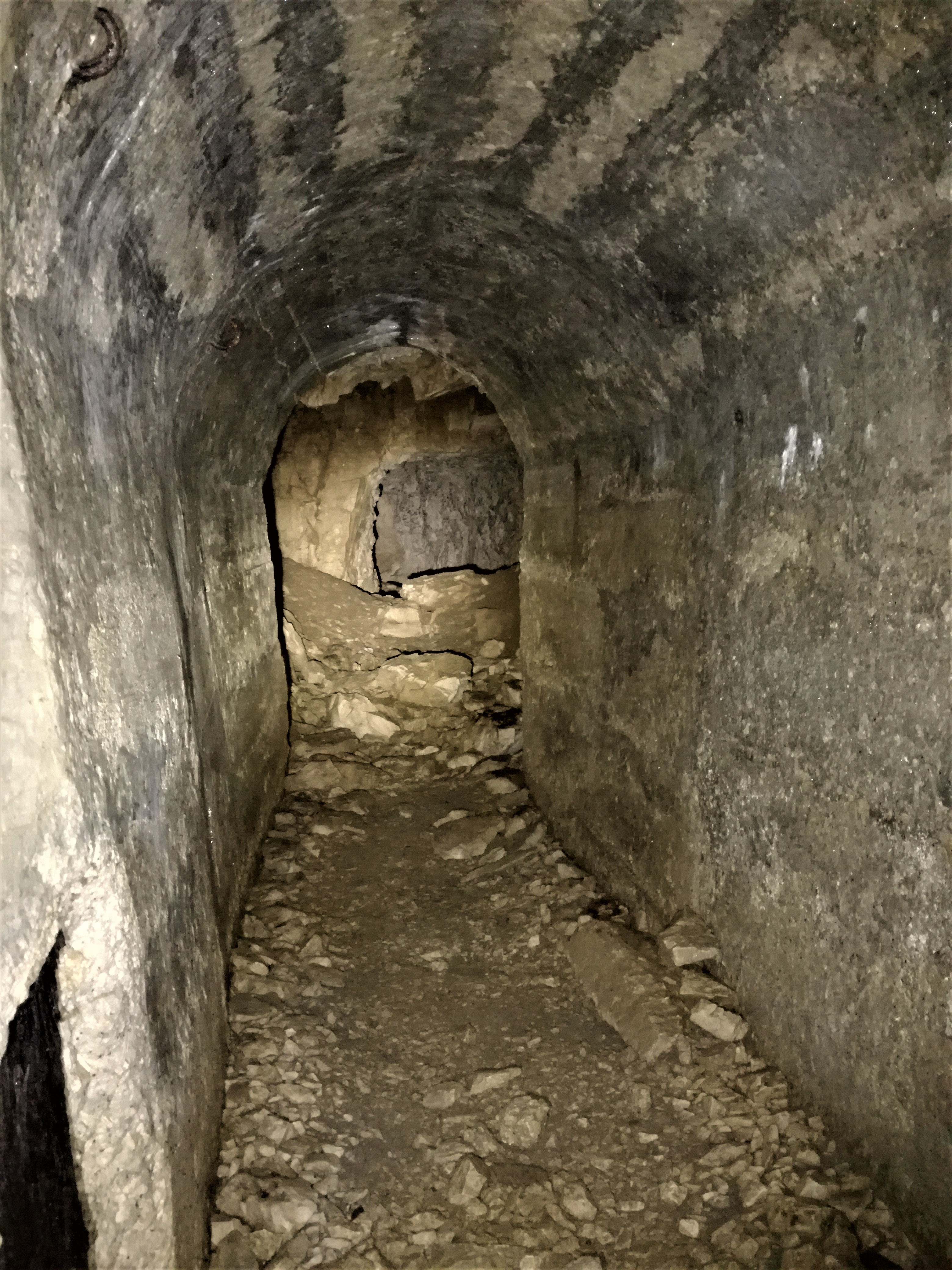
Ausbetonierter Stollen im oberen Stollensystem
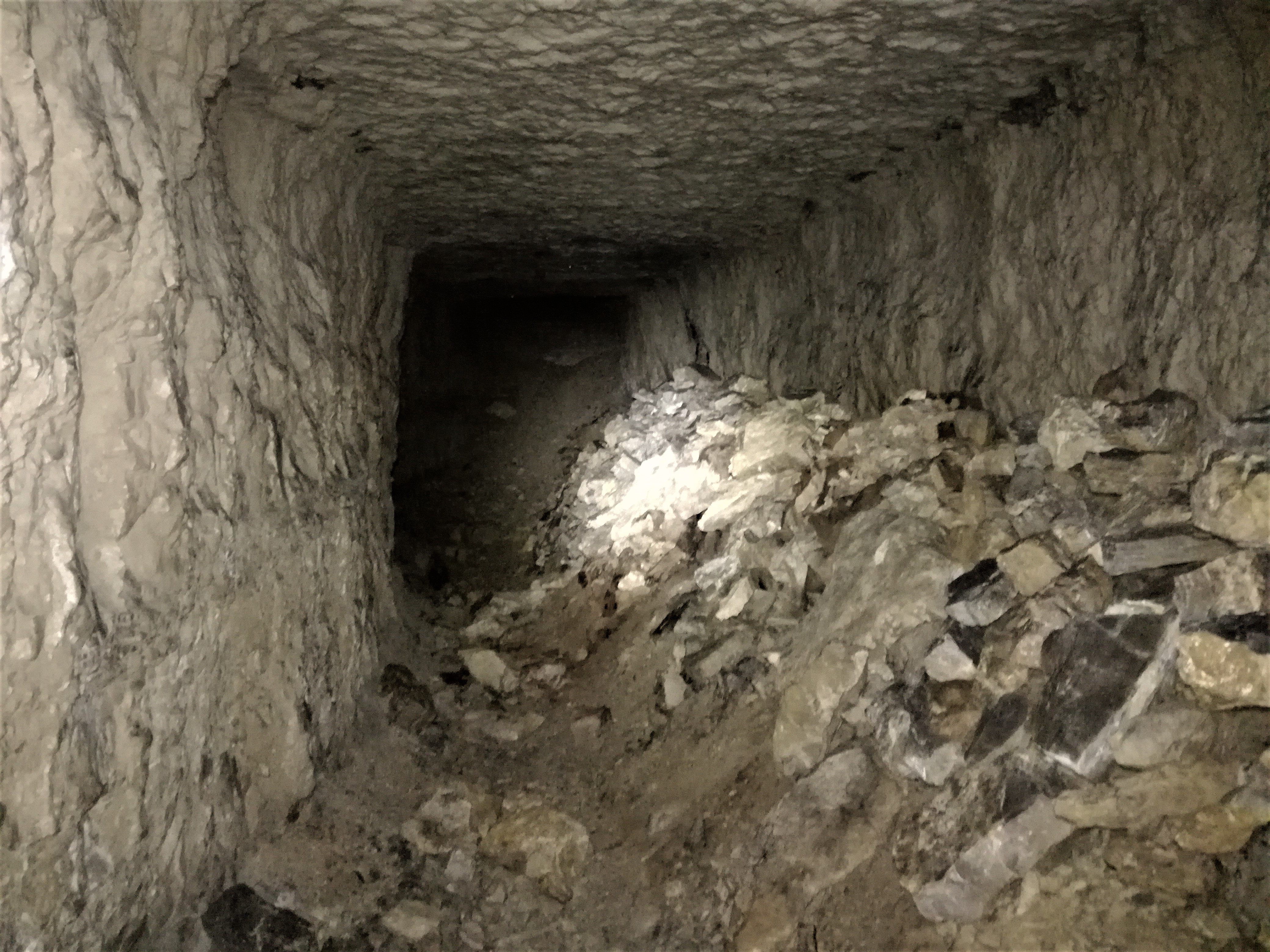
Angehäuftes und nicht mehr verwendetes Dämmmaterial im Zerostollen

### Die zehn Minensprengungen
| Nr. | Datum              | Sprengung durch                | Sprengstoffmenge | Bemerkung | Opfer |
| --- | ------------------ | ------------------------------ | ---------------- | --- | --- |
| 1.  | 29. September 1917 | österreichisch-ungarische Mine | 500 kg           | Quetschmine | 30 italienische Opfer durch Sprenggase, darunter der Genie-Hauptmann Leopoldo Motti, der die Idee für den Bau der Strada delle 52 Gallerie hatte |
| 2.  | 1. Oktober 1917    | italienische Mine              | 16.000 kg        | verursachte einen 40 m breiten und 10 m tiefen Krater im Eselsrücken                                                               | 12 österreichisch-ungarische Opfer durch Sprenggase                                                                                              |
| 3.  | 22. Oktober 1917   | italienische Mine              | 1000 kg          | Quetschmine | keine |
| 4.  | 24. Dezember 1917  | österreichisch-ungarische Mine | 6.400 kg         | Mine unter der nördlichen Spitze der italienischen Platte                                                                          | etwa 50 ital. Opfer durch Luftdruck und Verschüttung                                                                                             |
| 5.  | 21. Januar 1918    | italienische Mine              | 600 kg           | Quetschmine | keine |
| 6.  | 2. Februar 1918    | österreichisch-ungarische Mine | 3.800 kg         | verursachte erhebliche Schäden in den italienischen Stollenanlagen                                                                 | unbekannt |
| 7.  | 13. Februar 1918   | italienische Mine              | unbekannt        | brachte unbeabsichtigt eine zweite italienische Mine zur Explosion                                                                 | 6 österr.-ung. Opfer durch Gasexplosion und 2 ital. Opfer durch Stichflammen                                                                     |
| 8.  | 24. Februar 1918   | österreichisch-ungarische Mine | unbekannt        | Täuschungsmine | keine |
| 9.  | 5. März 1918       | italienische Mine              | unbekannt        | Quetschmine, von den Österreichern provozierte Sprengung, um ungestört die nachfolgende große Minensprengung vorbereiten zu können | keine |
| 10. | 13. März 1918      | österreichisch-ungarische Mine | 50.000 kg        | brachte den nördlichen Teil der italienischen Platte zum Einsturz                                                                  | 40 ital. und einige österr.-ung. Opfer durch zurückschlagende Stichflammen[14][15]                                                               |
Quelle

## Aufstiegsrouten
Die italienische Platte ist vom Rifugio Achille Papa auf dem Weg Tricolore (Weg Nr. 105), der in diesem Abschnitt mit dem Verlauf des Europäischen Fernwanderweges E5 und dem Friedensweg übereinstimmt, in einer knappen Stunde zu erreichen. Vom Rifugio Vincenzo Lancia werden etwa 2 ½ Stunden benötigt. Bei Nebel kann die Orientierung zum Teil schwierig sein, da zahlreiche ehemalige nicht markierte ehemalige Kriegssteige vom Hauptweg abzweigen.
Der Weg führt auch durch das Trümmerfeld der großen Minensprengung vom 13. März 1918. Mehrere mehrsprachige Informationstafeln weisen auf die kriegsgeschichtlich bedeutendsten Ereignisse hin, die sich bei der Platte abgespielt haben.
Mit Taschenlampen können zum Teil die ehemaligen Stollenanlagen, wie der Ferrario-Stollen oder Teile des oberen Stollensystems besichtigt werden. Auch der Papa-Stollen, der die Cima Palon mit dem Damaggio-Sattel verbindet ist begehbar.